# PewDiePie
PewDiePie [ˈpjuːdipaɪ] (* 24. Oktober 1989 in Göteborg, Schweden; bürgerlich Felix Arvid Ulf Kjellberg) ist ein schwedischer Webvideoproduzent und Betreiber des gleichnamigen YouTube-Kanals, auf welchem er vor allem verschiedene Gamingformate veröffentlicht. Er startete mit einem Let’s Play des Horrorspiels Amnesia: The Dark Descent. Er betreibt den neuntmeistabonnierten YouTube-Kanal.

## Leben
Kjellberg ist im schwedischen Göteborg geboren und aufgewachsen. Seine Mutter ist IT-Leiterin bei der schwedischen Modekette Kappahl. 2008 begann Kjellberg an der Technischen Hochschule Chalmers Industriewirtschaft und Technologiemanagement zu studieren. 2011 brach er das Studium ab. Später zog er mit seiner damaligen Freundin Marzia Bisognin in ihr Geburtsland Italien. 2013 zog er mit ihr nach Brighton, Großbritannien. Am 5. Mai 2018 wurde die Verlobung der beiden in einem Video bekanntgegeben. Die Hochzeit fand am 19. August 2019 statt. Im Mai 2022 zog das Paar nach Japan. Die beiden wurden am 11. Juli 2023 Eltern.

## YouTube-Karriere
Im Dezember 2006 startete Kjellberg seinen ersten YouTube-Kanal unter dem Namen PewDie. Der Name setzte sich zusammen aus dem Geräusch einer Strahlenpistole (pew) und dem Tod (englisch die ‚stirb!‘ bzw. ‚sterben‘). Nachdem er sein Passwort für diesen Kanal vergessen hatte, erstellte Kjellberg einen neuen Kanal und hängte Pie (englisch pie ‚Torte‘) an den Namen an.
Den Kanal PewDiePie erstellte Kjellberg am 29. April 2010. 2012 begann sein Kanal, stark an Abonnenten hinzuzugewinnen. Kjellberg erreichte am 11. Juli 2012 eine Million und im September 2012 zwei Millionen Abonnenten. Im Februar 2012 wurde Kjellberg in einem Internetkontest zum King of the Web nominiert. Jedoch verlor er den Titel wieder, trotzdem wurde er kurze Zeit danach zum Gaming King of the Web nominiert, bezogen auf seinen auf Let’s Plays fokussierten YouTube-Kanal. Kjellberg gewann den Wettbewerb und spendete den Gewinn an den World Wildlife Fund. Er sprach außerdem bei der Nonick Konferenz 2012.
Kjellberg gewann neben Jenna Marbles, Smosh und Toby Turner einen Preis in der Kategorie Most Social Show, sowie den Swedish Social Star Award. Am 14. September 2013 veröffentlichte er den Song Jabba the Hutt in Mitarbeit mit Schmoyoho auf iTunes. In den Jahren 2012 und 2013 war er der „am schnellsten wachsende“ YouTube-Kanal überhaupt, was dazu führte, dass dieser nun neben Jenna Marbles und Smosh zu den meistabonnierten Kanälen zählte. Am 12. Januar 2014 erreichte Kjellberg insgesamt 20.215.138 Abonnenten. Er war somit neben YouTube Spotlight der meistabonnierte YouTube-Kanal. Für diesen Titel nahm er den World Record Award entgegen. Am 6. Juni 2014 betrug die Anzahl seiner Abonnenten 27.538.462, etwa 5 Millionen mehr als YouTube Spotlight zu diesem Zeitpunkt.
Am 3. Juli 2015 wurde bekannt, dass PewDiePie im Jahr 2014 durch Werbeeinnahmen inner- und außerhalb YouTubes insgesamt rund 63 Millionen SEK (ca. 7,5 Millionen US-Dollar) brutto verdient hat. In der Folge gab es hitzige Diskussionen in den sozialen Netzwerken, welche die Gerechtigkeit der hohen Einnahmen in Frage stellten. Am 7. Juli 2015 bezog er in einem Video Stellung dazu.
Zurzeit ist PewDiePie unter anderen zusammen mit CutiePieMarzia, Jacksepticeye und Markiplier bei seinem selbst gegründeten Netzwerk Revelmode (unter Maker Studios) eingegliedert. Kjellberg betrieb Revelmode seit 2014 gemeinsam mit The Walt Disney Company. Nach Vorwürfen über Videos mit antisemitischen Äußerungen kündigte Disney im Februar 2017 die Zusammenarbeit. PewDiePie distanzierte sich allerdings noch innerhalb der angesprochenen Videos vom Antisemitismus und warf deshalb auch dem Wall Street Journal vor, die Ausschnitte aus dem Zusammenhang gerissen zu haben. Seine Popularität nahm nach der Kontroverse weiter zu, mit teilweise über 100.000 neuen Abonnenten pro Tag. 2017 erreichte er Platz 6 in der Forbes-Liste der bestverdienenden YouTuber, nachdem er im Vorjahr noch auf Platz 1 gelegen hatte. Für 2020 kündigte er Mitte Dezember 2019 eine YouTube-Pause an.

### Format
Kjellbergs YouTube-Kanal fokussierte sich größtenteils auf Montagen (Zusammenschnitte) seiner Let’s Plays und seiner Reaktionen (meist über eine Webcam aufgenommen), bei denen er verschiedenste Videospiele spielte. Er war bekannt für seine überwiegenden Horror- und Action-Let’s-Plays, unter anderem für das beliebte Horror-Let’s-Play des Videospiels Amnesia: The Dark Descent und dessen veröffentlichten Mods.
Anders als konventionelle sogenannte „Walkthroughs“ haben sich seine Videos auf Highlights konzentriert und waren dementsprechend komprimiert geschnitten. Kjellberg begann später, am 2. September 2011, auf YouTube wöchentlich sogenannte Vlogs, also Video-Blogs, von sich zu posten. Diese erschienen meist freitags unter dem Namen „Fridays with PewDiePie“.
Seit 2016 konzentriert sich der Kanal nicht mehr nur auf Videospiel-orientierten Content, sondern auf Unterhaltungsvideos aller Art. Einige dieser neuen Formate umfassen „LWIAY“, in dem Kjellberg auf Memes seiner Community reagiert, „Meme-Review“, in dem er Memes vorstellt, „you laugh you lose (ylyl)“, in dem er versucht, nicht über Memes zu lachen und „PEW-News“, in dem er über aktuelle, meist auf YouTube bezogene, Themen redet.
Das Format "LWIAY" wurde 2021 ohne Angabe von Gründen eingestellt.
Seit der Geburt seines Sohnes Björn 2023 lädt Kjellberg regelmäßig Videos hoch, in denen er Ausschnitte aus dem Leben von sich und seiner Frau Marzia sowie Björn zeigt.

### Entwicklung des YouTube-Kanals PewDiePie
- meistabonnierter YouTube-Kanal (1. September 2015)[16]
- erstmals 10 Milliarden Videoabrufe (8. September 2015)[17]
- erster YouTube-Kanal mit mehr als 80.000.000 Abonnenten (Januar 2019)[18]
- seit Oktober 2018 abwechselnd mit dem indischen Musiklabel T-Series die meisten Abonnenten (28. März 2019)[19]
- im August 2019 erreichte der Kanal die Marke von 100 Millionen Abonnenten

## Gesellschaftliches Engagement
Kjellberg ist am World Wildlife Fund und am St. Jude Children’s Research Hospital beteiligt. Er startete außerdem eine Wasser-Kampagne (original: „Water Campagne“), an die seine Fans Geld zur Feier anlässlich seiner damals erreichten 10 Millionen Abonnenten spenden konnten. Kjellberg erzielte mit der Aktion Spenden in Höhe von rund 250.000 US-Dollar. Die als Kooperation mehrerer YouTuber durchgeführte Wohltätigkeitsaktion Charity: Water erreichte insgesamt über 450.000 US-Dollar.
Zur Feier anlässlich 25 Millionen erreichter Abonnenten startete Kjellberg eine weitere Spendenkampagne für Save the Children, bei der er wiederholt mehr als 340.000 Dollar sammelte und selbst 25.000 Dollar zusteuerte.
Außerdem spendete er an die von Mark Rober und MrBeast angestoßene Spendenaktion #teamtrees 69.420 US-Dollar.

## Kontroversen
Laut einem Artikel des Wall Street Journals soll PewDiePie seit August 2016 neun Videos veröffentlicht haben, in denen er sich antisemitischer Witze und Symbole des Nationalsozialismus bediente. Besonders kritisiert wurde ein Video vom 11. Januar 2017, in dem er zwei von ihm dafür bezahlte Männer zeigte, wie diese mit einem Schild mit der Aufschrift „Death to all Jews“ (englisch für „Tod allen Juden“) vor der Kamera tanzten. Bereits im angesprochenen Video zeigte sich PewDiePie erstaunt darüber, dass die Männer tatsächlich das Schild hochhielten. Er wurde auf diese über Fiverr aufmerksam, wo sie anboten, für eine Handvoll Dollar Schilder jeglicher Aufschrift hochzuhalten und dazu zu tanzen. PewDiePie distanzierte sich zugleich vom Antisemitismus. Nach Tamara Wernli sei es ein Experiment gewesen, das zeige, dass man für Geld alles kaufen könne. Kjellberg selbst rechtfertigte sich in einem Statement am 12. Februar erneut, er habe nur zeigen wollen, wie „verrückt“ die Welt sei. YouTube demonetarisierte PewDiePies Videos, die neonazistische Website The Daily Stormer feierte ihn als Held der Meinungsfreiheit.
Er verteidigte den Inhalt der Videos und wies die Anschuldigungen zurück.
Dennoch kündigte Maker Studios, ein Tochterunternehmen der Walt Disney Company, am 13. Februar sämtliche Verträge mit PewDiePie. Nach Aussagen des Konzerns sei Kjellberg zwar für Provokationen und seine respektlose Art bekannt, nun jedoch „eindeutig zu weit gegangen“. Nach Disney trennte sich auch Google von Kjellberg. Die geplante zweite Staffel von Scare PewDiePie wurde abgesagt und der Kanal aus dem Google-Preferred-Programm genommen. Das betroffene Video sowie zwei weitere wurden unterdessen von Kjellbergs YouTube-Kanal entfernt.
In einem weiteren Video entschuldigte sich Kjellberg zunächst, beklagte sich aber, dass seine Witze aus dem Zusammenhang gerissen worden seien und verbrachte den überwiegenden Teil des Videos damit, die Medien „Alter Schule“ im Allgemeinen, und besonders das Wall Street Journal zu kritisieren, denen er eine Kampagne gegen sich vorwarf. Die Kontroverse erfuhr in den Medien weitere Beachtung. So interpretierte Internetpersönlichkeit Johnny Haeusler die Auseinandersetzung als Graben „zwischen der Generation YouTube und den ‚Altmedien‘“. Die Journalisten Tamara Wernli und Jochen Bittner kritisierten die entsprechende Berichterstattung des Wall Street Journal. Letzterer bezeichnete die Vorwürfe gegen PewDiePie als „unsinnig“ und verglich ihn mit Jan Böhmermann. Allerdings sei PewDiePie auch kein Opfer, da er sich darüber bewusst sein müsse, dass seine Werbepartner eher ihren Ruf schützen wollen, anstatt seine Provokationen zu belohnen.
Im September 2017 beschimpfte er während eines Livestreams zum Spiel PlayerUnknown’s Battlegrounds einen Mitspieler als „Nigger“ und „Arschloch“. Später entschuldigte er sich dafür und bezeichnete sich als „Idioten“, der es selber unreif und dumm finde, wenn er andere Spieler online so sprechen höre. Er habe in der Hitze des Gefechts das Schlimmste gesagt, das ihm eingefallen sei.
Nach Medienberichten ist Kjellberg auch in der rechtsextremen Szene bekannt und teilweise beliebt. So rief der Massenmörder Brenton Tarrant im Livestream während des von ihm durchgeführten Terroranschlags auf zwei Moscheen in Christchurch zum Abonnieren von PewDiePies Kanal auf. Dies war jedoch bereits vorher ein bekanntes Meme.

## Auszeichnungen
| Jahr | Auszeichnung                 | Kategorie                                  | Ergebnis  |
| ---- | ---------------------------- | ------------------------------------------ | --------- |
| 2013 | Starcount Social Star Awards | Most Popular Social Show                   | Gewonnen  |
| 2013 | Starcount Social Star Awards | Sweden Social Star Award                   | Gewonnen  |
| 2013 | Shorty Awards                | #Gaming                                    | Gewonnen  |
| 2014 | Teen Choice Awards           | Webstar: Gaming                            | Gewonnen  |
| 2014 | 4th Streamy Awards           | Best Gaming Channel, Show, or Series       | Nominiert |
| 2015 | Teen Choice Awards           | Choice Web Star: Male                      | Nominiert |
| 2015 | 5th Streamy Awards           | Best First-Person Channel, Show, or Series | Nominiert |
| 2015 | 5th Streamy Awards           | Best Gaming Channel, Show, or Series       | Gewonnen  |
| 2015 | 2015 Golden Joystick Awards  | Gaming Personality                         | Gewonnen  |
| 2016 | 8th Shorty Awards            | YouTuber of the Year                       | Nominiert |
| 2017 | 43rd People’s Choice Awards  | Favorite YouTube Star                      | Nominiert |
| 2019 | 2019 Teen Choice Awards      | Choice Gamer                               | Gewonnen  |

Kjellberg wurde im April 2016 in die Liste der 100 einflussreichsten Persönlichkeiten, herausgegeben vom Time Magazine, in der Kategorie Pioniere aufgenommen. Am 11. April 2016 wurde PewDiePie als meistabonnierter YouTube-Kanal in das Guinness-Buch der Rekorde aufgenommen.

## Veröffentlichungen
- PewDiePie: This Book Loves You. Penguin Books, 2015, ISBN 1-4059-2438-1.

PewDiePie vertonte einen Charakter und unterstützt das Videospiel PewDiePie: Legend of the Brofist, das am 24. September 2015 von Outerminds veröffentlicht wurde.